# Samuel Albrecht
Samuel Albrecht, född 2 september 1981, är en brasiliansk seglare.
Albrecht tävlade för Brasilien vid olympiska sommarspelen 2008 i Peking, där han tillsammans med Fábio Pillar slutade på 17:e plats i 470-klassen.
Vid olympiska sommarspelen 2016 i Rio de Janeiro slutade Albrecht tillsammans med Isabel Swan på 10:e plats i Nacra 17-klassen.